# Sergio Fernández Sarmiento
Sergio Eduardo Fernández Sarmiento (Colina, Chile, 14 de junio de 1981) es un exfutbolista chileno. Su primer club fue el Colo-Colo de la Primera División de Chile.Tuvo un paso por Europa en el club Académica de Coimbra de la primera división de Portugal. 

## Trayectoria
Surgido de las inferiores del club Colo-Colo, fue una de las buenas figuras en el equipo que surgió tras la quiebra del club.
Posteriormente jugó en varios equipos a nivel nacional con buenos resultados.
Actualmente estudia en el Instituto Nacional del Fútbol de Chile.

## Clubes
| Club               | País  | Año       |
| ------------------ | ----- | --------- |
| Colo-Colo          | Chile | 2001-2002 |
| Unión San Felipe   | Chile | 2004-2005 |
| Deportes Melipilla | Chile | 2007-2008 |
| Deportes Copiapó   | Chile | 2010      |

Unión la Calera 2009
Deportes Arica 2006
Club Académica (Portugal) 2003